# Geschäftsvorfall
Ein Geschäftsvorfall (oder Geschäftsfall) ist in der Buchführung eine Transaktion, die den Jahresabschluss oder den Haushalt von Wirtschaftssubjekten beeinflusst.

## Allgemeines
Als Wirtschaftssubjekte kommen bilanzierungspflichtige Organisationen (Unternehmen, Institutionen) und der Staat mit seinen Körperschaften (Gebietskörperschaften, Personal-, Verbands- und Realkörperschaften) in Frage. Allen Geschäftsvorfällen ist gemeinsam, dass den ihnen zugrunde liegenden Geschäften ein bestimmter Wert beigemessen werden kann. Dadurch verändern sie das Vermögen oder das Eigen- oder Fremdkapital von Wirtschaftssubjekten in Höhe oder Zusammensetzung. Geschäftsvorfälle sind daher bilanz- oder haushaltswirksam. Die Wirtschaftseinheiten sind gesetzlich verpflichtet, alle Geschäftsvorfälle in ihrer Buchführung zu erfassen. Dabei verlangen die Grundsätze der Vollständigkeit und der Richtigkeit (Bilanzwahrheit; materielle Grundsätze ordnungsmäßiger Buchführung), dass die Geschäftsvorfälle lückenlos erfasst und verbucht werden, dass keine Buchungen fingiert und dass alle Geschäftsvorfälle auf den zutreffenden Konten verbucht werden. Geschäftsvorfälle werden im Rechnungswesen in Buchungssätze umgeformt und schlagen sich durch Buchungen im Jahresabschluss nieder.

## Arten
In Anlehnung an die Systematik der Kontenkreise der doppelten Buchführung können Geschäftsvorfälle in bestandswirksame und erfolgswirksame unterteilt werden:
- Ein bestandswirksamer Geschäftsvorfall wird auf Bestandskonten verbucht und ist bestandswirksam, jedoch erfolgsneutral. Das heißt, es werden nur Sach- oder Geldwerte ineinander umgetauscht, ohne dass dabei Wert entsteht oder verschwindet. Als Beispiel dient der Kauf von Rohstoffen, wobei Geld in Rohstoffe gleichen Wertes umgetauscht wird. Hierdurch steigt das Umlaufvermögen des Unternehmens, während das Geldvermögen in gleicher Höhe sinkt. Das Reinvermögen bleibt also gleich.
- Ein erfolgswirksamer Geschäftsvorfall bewirkt eine Änderung des Erfolgs durch Verbuchung auf Erfolgskonten. Hierbei unterscheiden sich zufließende und abfließende Vermögenswerte, so dass das Reinvermögen des Unternehmens steigt oder sinkt. Als Beispiel lässt sich der Verkauf von Waren nennen, bei dem der Verkaufspreis den Einkaufspreis übersteigt. Die Differenz ist für das Unternehmen ein erfolgswirksamer Gewinn.

Bestandswirksame Geschäftsvorfälle bewirken in der Bilanz einen Aktivtausch/Passivtausch oder eine Bilanzverlängerung/Bilanzverkürzung. Erfolgswirksame Geschäftsvorfälle führen hingegen zu einer Veränderung der Gewinn- und Verlustrechnung durch höheren oder niedrigeren Aufwand oder Ertrag.
Geschäftsvorfälle können durch externe Transaktionen aus der Geschäftsbeziehung mit Kunden (etwa Barverkauf von Waren) und durch interne Vorgänge wie der Ausbuchung eines Forderungsverlustes oder der Zuschreibung durch Erhöhung des Buchwerts ausgelöst werden.